# Йербюн, Патрик
Патрик Йербюн (швед. Patrik Järbyn, род. 16 апреля 1969 года, Бурос) — шведский горнолыжник, трёхкратный призёр чемпионатов мира. Специалист скоростных дисциплин.
В Кубке мира Йербюн дебютировал в 1992 году, в марте 1998 года впервые попал в тройку лучших на этапе Кубка мира в супергиганте. Всего три раза попадал в тройку лучших на этапах Кубка мира, все в супергиганте. Лучшим достижением в общем зачёте Кубка мира является для Йербюна 22-е место в сезоне 1998/99.
На Олимпиаде-1994 в Лиллехаммере стартовал в четырёх дисциплинах: скоростной спуск — 34-е место, супергигант — 18-е место, комбинация — дисквалифицирован, гигантский слалом — не финишировал.
На Олимпиаде-1998 в Нагано показал следующие результаты: скоростной спуск — 10-е место, супергигант — 6-е место, комбинация — не финишировал, гигантский слалом — 21-е место.
Принимал участие на Олимпиаде-2002 в Солт-Лейк-Сити, где занял 18-е место в скоростном спуске, 11-е место в супергиганте и 24-е место в гигантском слаломе.
На Олимпиаде-2006 в Турине, стал 33-м в скоростном спуске и 24-м в супергиганте.
На Олимпиаде-2010 в Ванкувере, стал 29-м в скоростном спуске, кроме того стартовал в супергиганте, но вылетел с трассы, в результате чего не несколько минут потерял сознание.
За свою карьеру участвовал в восьми чемпионатах мира, на которых завоевал две серебряные и одну бронзовую медали.
Использовал лыжи и ботинки производства фирмы Atomic.
Завершил карьеру в марте 2012 года.